# Kunsthalle Bremen
De Kunsthalle Bremen is een museum annex kunsthal met een belangwekkende eigen collectie, gelegen am Wall in de stad Bremen. 

## Geschiedenis
In 1823 werd in Bremen een Kunstverein opgericht met als doelstelling een kunstverzameling te stichten en te verhinderen dat Bremer kunst voor de stad verloren ging. De eerste twintig jaar werden tentoonstellingen georganiseerd, na 1843 vaak met andere steden samen, zoals Hannover, Lübeck, Greifswald en Rostock. In 1849 werd een eigen Kunsthalle am Ostertor geopend en daarmee had Bremen het eerste zelfstandig door de burgerij gefinancierde kunstgebouw met een eigen kunstverzameling in Duitsland.
In 1898 werd aan Bremer architecten de opdracht verstrekt de dringend noodzakelijke uitbreiding te ontwerpen. De in 1899 begonnen bouw werd voltooid in 1902, waarna de Kunsthalle voor het publiek kon worden opengesteld. De huidige gevel van het gebouw dateert eerst van 1904.
Verdere renovaties en uitbreidingen vonden plaats in 1961, 1982, 1990-1992 en 1996-1998.

## Collectie
De collectie schilderkunst van de Kunsthalle Bremen omvat de gehele periode van de middeleeuwen tot aan de hedendaagse kunst.
Het zwaartepunt ligt bij de Franse en Duitse schilderkunst van de negentiende en vroege twintigste eeuw, het museum bezit onder andere een van de grootste Eugène Delacroix-verzamelingen buiten Frankrijk, een grote selectie van werken van de School van Barbizon en vele werken van impressionisten zoals Édouard Manet, Claude Monet, Edgar Degas, Camille Pissarro, Alfred Sisley, Henri de Toulouse-Lautrec, Pierre-Auguste Renoir en Paul Cézanne. 

De Duitse schilderkunst is vertegenwoordigd met werken van de Romantiek (Caspar David Friedrich) tot de Duitse impressionisten zoals Lovis Corinth, Max Liebermann, Max Slevogt. Er is een grote verzameling werken van Max Beckmann, de expressionisten August Macke, Franz Marc, Max Pechstein, Edvard Munch, Erich Heckel en Oskar Kokoschka. 
Andere kunstenaars wier werk in de Kunsthalle aanwezig is: Paula Modersohn-Becker (die werd geëerd met een overzicht van haar werken), Ernst Barlach, Max Klinger, Adolph Menzel, Georg Kolbe, Wilhelm Lehmbruck, Wilhelm Leibl en Hans von Marées.

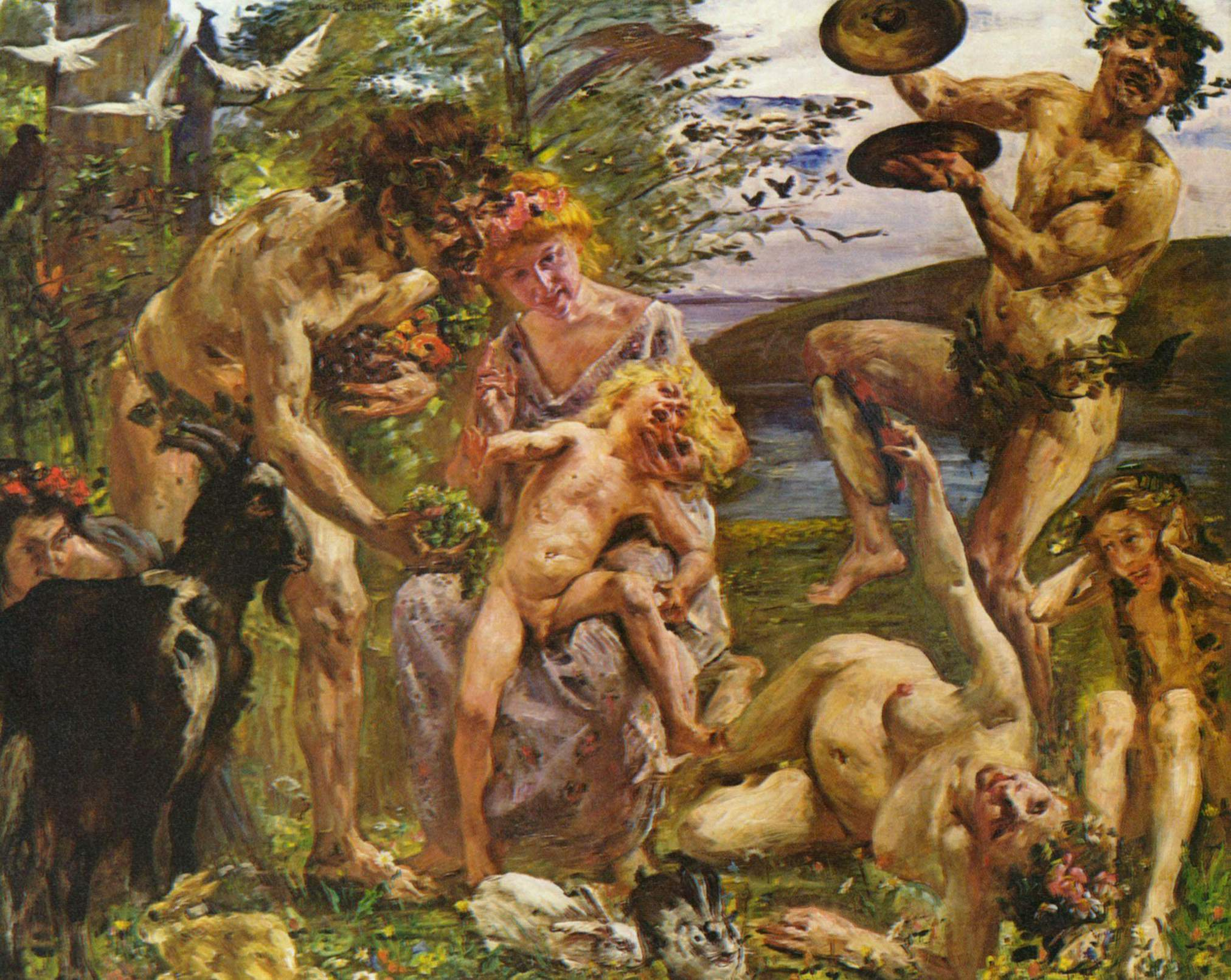
Lovis Corinth
Die Jugend des Zeus

## Vincent van Gogh
In 1911 werd door de eerste directeur van de Kunsthalle Bremen, Gustav Pauli, een werk van Vincent van Gogh verworven. Het werk, Klaprozenveld van 1889, veroorzaakte meteen een schandaal, hetgeen in heel Duitsland voor opschudding zorgde. De Kunsthalle had toen reeds te maken met tegenstand in de strijd voor de modernen.

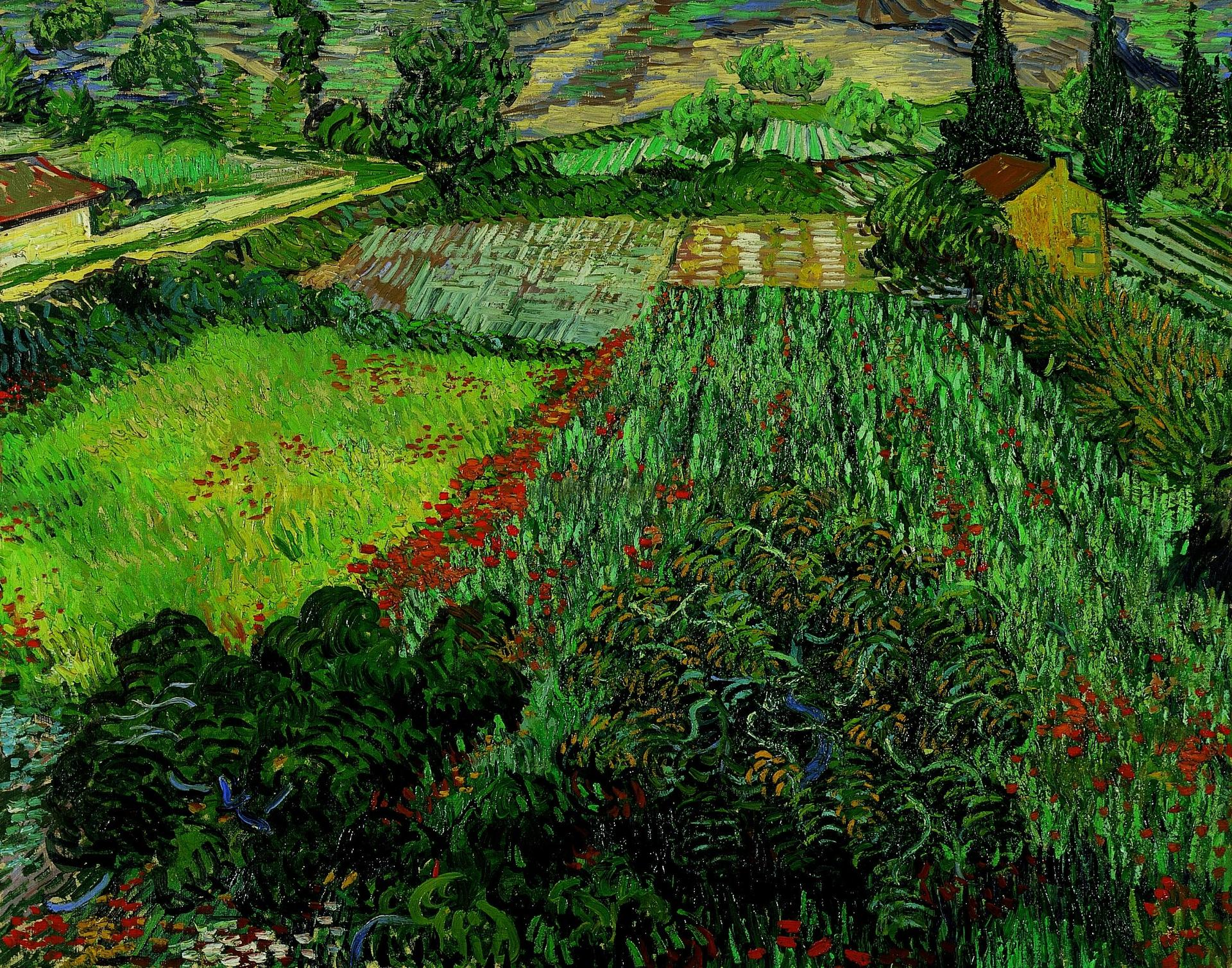
Vincent van Gogh
Klaprozenveld (1889)

## Enkele tentoonstellingen
- „Der Blaue Reiter“ (2000)

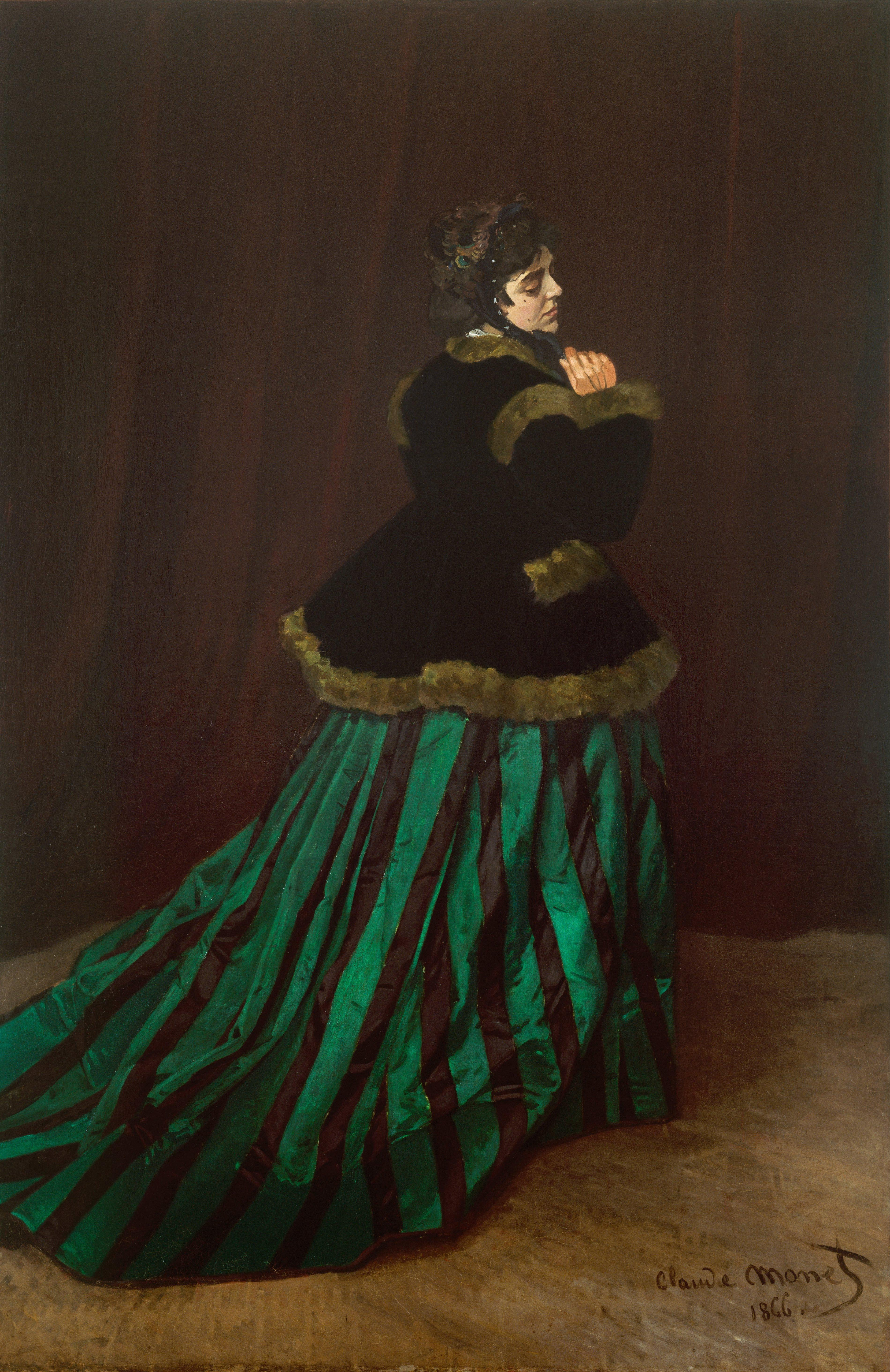
Claude Monet
Camille (De vrouw in de groene jurk)

- „van Gogh: Felder – das Mohnfeld und der Künstlerstreit“ (2003)
- „Monet und Camille – Frauenportraits im Impressionismus“ (2006)
- „Paula in Paris – Paula Modersohn-Becker und die Kunst in Paris um 1900. Von Cézanne bis Picasso“ (2007/2008)